# Josep Mèlich i García
Josep Mèlich i García   (l'Argentera, 14 de gener de 1946 - Almagro, 24 de juliol de 2021) fou un escriptor català.
Va estudiar enginyeria tècnica, Belles Arts i Humanitats, va exercir d'empresari flequer (Forn Bolet). Escrigué prosa, poesia i obres teatrals. Col·laborà a la premsa i a la ràdio. Ha fet teatre professional, cinema i televisió, i impartí tallers d'interpretació. També ha exposat Pintura i Dibuix en diverses ocasions.

## Llibres
Teatre
- Talió de fons, teatre, SetzeVents Editorial, Urús 2009, ISBN 978-8492555192
- L'anella negra, drama
- La dansa de l'escorpí (Adaptació)
- L'Auditor, comédia (Adaptació)
- RIP, comèdia (Adaptació)
- Per molts anys Drama (Adaptació)
- Peces curtes i guions, etc.

Prosa i poesia
- Recull de poesia
- Eros hi era
- L'Argentera...quan anàvem amb avarques. 2003 Cossetània edicions.